# Förderverein für eine Freie Informationelle Infrastruktur
Der Förderverein für eine Freie Informationelle Infrastruktur e. V., auch Foundation for a Free Information Infrastructure, kurz FFII, ist ein in München eingetragener gemeinnütziger und überparteilicher Verein, der sich für freie Standards und Software einsetzt.
Ziel des FFII ist die Schaffung und Verwendung von frei implementierbaren Standards, so dass Open Source und freie Software kleiner Firmen nicht im Wettbewerb um die beste Software nur auf Grund ihrer geringen Marktmacht vom IT-Markt ausgeschlossen werden können.
Der Verein unterstützt Softwareanwender und Systemadministratoren in ihrem Bemühen um freie Software und Open Content wird jedoch auch von Softwareentwicklern und mittelständischen Software-Unternehmen gefördert. In diesem Zusammenhang organisiert der FFII zusammen mit anderen europäischen Nichtregierungsorganisationen Veranstaltungen und Konferenzen in Brüssel, Berlin, München, Straßburg und anderen europäischen Städten.
Der Verein weist eine offene Partizipationsstruktur, die Kommunikation über offene Mailinglisten und eine Unterstützerbasis von mehr als 50.000 Personen auf. Zudem arbeitet er eng mit Datenschutz-Organisationen wie dem Arbeitskreis Vorratsdatenspeicherung zusammen.
Gründer des deutschen Vereins ist der Sinologe und Software-Entwickler Hartmut Pilch. Es gibt in weiteren europäischen Ländern Schwesterorganisationen.

## Software-Patente in der Europäischen Union

### Änderung des Europäischen Patentübereinkommens im Jahre 2000
Die Hauptaktivität ist auf die Gewährleistung der Programmierfreiheit gerichtet. Nach überwiegender Ansicht der Open-Content-Gemeinde und vieler selbständiger, freier und mittelständischer Softwareproduzenten war diese Freiheit durch eine neue EU-Richtlinie zur Patentierbarkeit von Software bis 2005 in Gefahr.
Im Jahre 2000 hat der FFII zusammen mit anderen Organisationen zum Schutze von Open-Content-Software Lobbyarbeit gegen eine Änderung des Europäischen Patentübereinkommens geleistet. Ziel der Änderung des europäischen Patentrechts war es, Softwarepatente zu ermöglichen.

### Erneuter Vorstoß im Jahre 2002
Nachdem die Änderung des europäischen Patentübereinkommens misslang, haben sich softwarepatentfreundliche Lobbyverbände konzentriert, ihre Interessen mittels der EU-Kommission durchzusetzen. Im Ergebnis wurde Anfang 2002 von der EU-Kommission unter Frits Bolkestein eine entsprechende patentfreundliche EU-Richtlinie in das Gesetzgebungsverfahren eingebracht. Diese Richtlinie hatte ebenfalls das Ziel, jedweder Software umfassenden Patentschutz zu gewähren.
Dieser Vorschlag der EU-Richtlinie zur Softwarepatentierung wurde dann im weiteren Gesetzgebungsverfahren vom Europäischen Parlament abgelehnt (durch relative Mehrheit der Abgeordneten).
Trotz des Votums des EU-Parlaments versuchen die maßgeblichen Akteure der mittlerweile neu konstituierten EU-Kommission weiterhin, das Anliegen der Lobbyisten der Software-Großkonzerne durchzusetzen. Eine Beratung des Gesetzes im EU-Parlament wurde durch die EU-Kommission verweigert. Stattdessen wurde erneut eine weitergehende EU-Richtlinie eingebracht, indem sich einzelne Mitglieder der EU-Kommission weisungswidrig verhielten und damit den parlamentarischen Willen der europäischen Volksversammlung ignorierten.
Zur Ablehnung dieser zweiten EU-Richtlinie durch das EU-Parlament bedurfte es nun einer noch größeren Mehrheit der Volksvertreter (absolute Mehrheit aller Parlamentsabgeordneten).
Die von Verein mitinitiierte Petition für eine softwarepatentfreie Europäische Union hat im März 2005 über 310.000 Unterschriften erlangt.